# Steinbruch Donnerkuhle

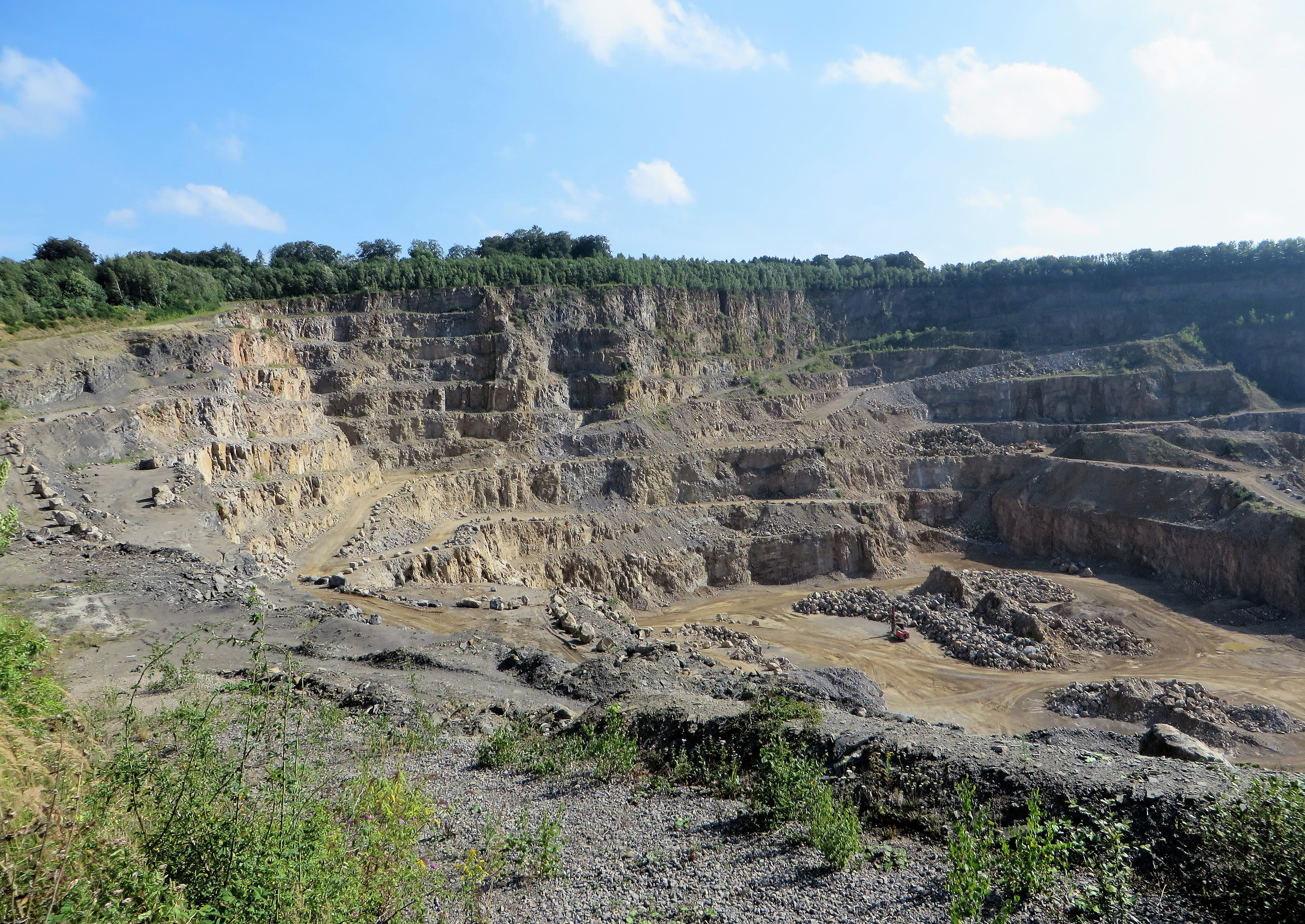
Steinbruch Donnerkuhle, 2016

Der Steinbruch Donnerkuhle befindet sich in Hagen nahe der Hohenlimburger Straße (Bundesstraße 7). In ihm wird dolomitischer Kalkstein abgebaut. Betreiber ist das Unternehmen Rheinkalk (Lhoist-Gruppe). Außerhalb des Betriebsgeländes liegen zwei Aussichtspunkte mit Infotafeln.

## Geschichte
Der Bedarf an Sinterdolomit in den Stahlwerken des Ruhrgebietes führte im Jahre 1909 zur Gründung der Dolomitwerke Wülfrath mit ihrem Betrieb „Steinbruch Donnerkuhle“ in Hagen. Die Ausweitung der Produktion und die dadurch notwendig gewordenen Erweiterungen der Betriebsanlagen wurden nach dem Zweiten Weltkrieg durch die Freigabe der Lennewiesen in Herbeck durch den Grundbesitzer, Freiherr von Hövel, und durch Verlegung der Gleisanlagen der Eisenbahn zur Lenne hin ermöglicht. Mit der Herstellung von feuerfesten Dolomitsteinen in der dort erbauten großen Steinfabrik wurden zusätzliche Absatzgebiete erschlossen. Der feuerfeste Dolomitstein ist im In- und Ausland ein bewährtes Material für die Auskleidung der Schmelz- und Behandlungsaggregate der Eisen- und Stahlindustrie sowie der Öfen der Zement- und Kalkindustrie geworden. Die beiden Hauptbetriebe, der Steinbruch Donnerkuhle und der Verarbeitungsbetrieb in Herbeck, waren durch eine Förderstraße von 1,6 km Länge, teils unterirdisch, miteinander verbunden. Hauptabnehmer der Produkte waren außer der Eisen- und Stahlindustrie, wie Hoesch, Phoenix und die Thyssen AG, auch die chemische Industrie, Baustoffindustrie, das Baugewerbe und die Landwirtschaft. Der Versand erfolgte mit LKW und Eisenbahn. Die Belegschaftsstärke betrug rund 1000 Mitarbeiter. Es gab zahlreiche Sozialeinrichtungen, Werkswohnungen wurden erstellt und die Schaffung von Eigenheimen unterstützt. Während der Steinbruchbetrieb weiter läuft wurden die Dolomitwerke an der Lenne 2008 stillgelegt, ab Ende 2017 abgebaut mit der endgültigen Schließung im März 2020.
2023 wurde ein geplanter Flächendeal zwischen der Stadt Hagen und Lhoist bekannt, bei dem ein Weg am Steinbruch an Lhoist verkauft werden sollte. Dessen Fläche wird zur Erweiterung des Steinbruchs in Richtung Haßley benötigt. Die Erweiterung des Steinbruchs ist im Regionalplan enthalten. Eigentlich sollte nach Genehmigung zum Tiefenabbau im Bruch im Jahr 2005 im Jahr 2030 Abbauende sein. Ein Genehmigungsverfahren lief 2023 noch nicht, aber ein Plan für den Stadtrat mit der Erweiterungszone stammt von Lhoist. Auf einem Schild vom GeoPark Ruhrgebiet ist die Erweiterungsfläche und die Rekultivierung dieser Fläche bereits enthalten.

## Geologie
Im Steinbruch Donnerkuhle wird schon seit Beginn des 20. Jahrhunderts dolomitischer Kalkstein abgebaut. Die Fläche des Steinbruchs beträgt rund 67 ha. Seine Vertiefung wurde 2011 bis zu einem Niveau von +42 m NHN genehmigt. Die Donnerkuhle ist ein in Deutschland einzigartiges Rohstoffvorkommen und liegt am Nordrand eines Massenkalkvorkommens der Flüsse Volme und Lenne (Massenkalk der Emster Hochfläche) von bis zu 600 Meter Mächtigkeit, das vor etwa 370 Millionen Jahren im höheren Mitteldevon gebildet wurde. Der Riffkalkstein lässt meist keine Schichtung erkennen (daher der Name „Massenkalk“) und ist in der Regel sehr rein. Er besteht meist zu über 95 % aus dem Mineral Kalzit. Im Bereich der Donnerkuhle wurde dieser reine Kalkstein aber durch die Zufuhr magnesium-haltiger Wässer teilweise in Dolomitstein umgewandelt.
„Zur Kalksteinbildung legt die Uhr in Jahrmillionen Spur auf Spur, das Erd-All gab Magnesium mit, so wurde Kalk zu Dolomit. Ruht’ müßig dann auf lange Sicht, bis ihm der Abbau schafft Gewicht.“
Im Steinbruch gibt es Fossilien von Korallen, Muscheln, Stromatoporen und Brachiopoden, die teils gut erhalten sind.
Während des Kalksteinabbaus wurde um 1970 in der Donnerkuhle eine Beilklinge (spitznackiges Eklogitbeil) aus dem Jungneolithikum, ca. 4.000 bis 3.200 v. Chr. gefunden sowie eine Stielpfeilspitze (Nordischer Feuerstein), ca. 2.500 bis 2.200 v. Chr. aus dem Endneolithikum bis Frühe Bronzezeit. Beide  vermutliche Beigaben bestatteter Männer unter Hügelgräbern.
Östlich vom Steinbruch wurde 1994 das Naturschutzgebiet Temporärer Mastberg mit dem Landschaftsplan der Stadt Hagen vom Stadtrat von Hagen ausgewiesen. Dieser Bereich des Mastberges wurde nur temporär (vorübergehend) ausgewiesen, weil geplant war diesen Bereich des Berges durch den westlich angrenzenden Steinbruch abbauen zu lassen. Die NSG-Festsetzung tritt mit der Rechtsverbindlichkeit einer Gesteinsabbau-Genehmigung nach dem Bundesimmissionsschutzgesetz außer Kraft.

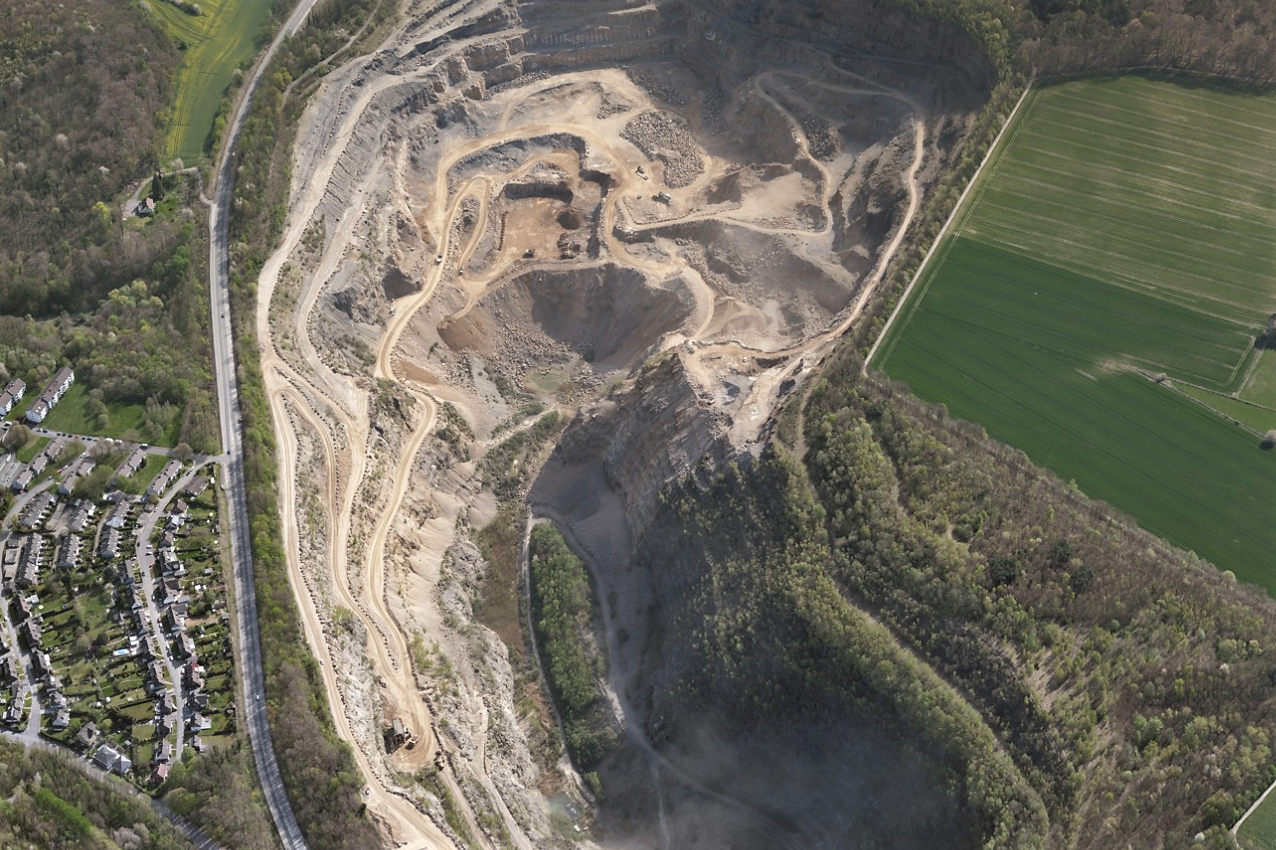
Luftbild vom Ostbereich
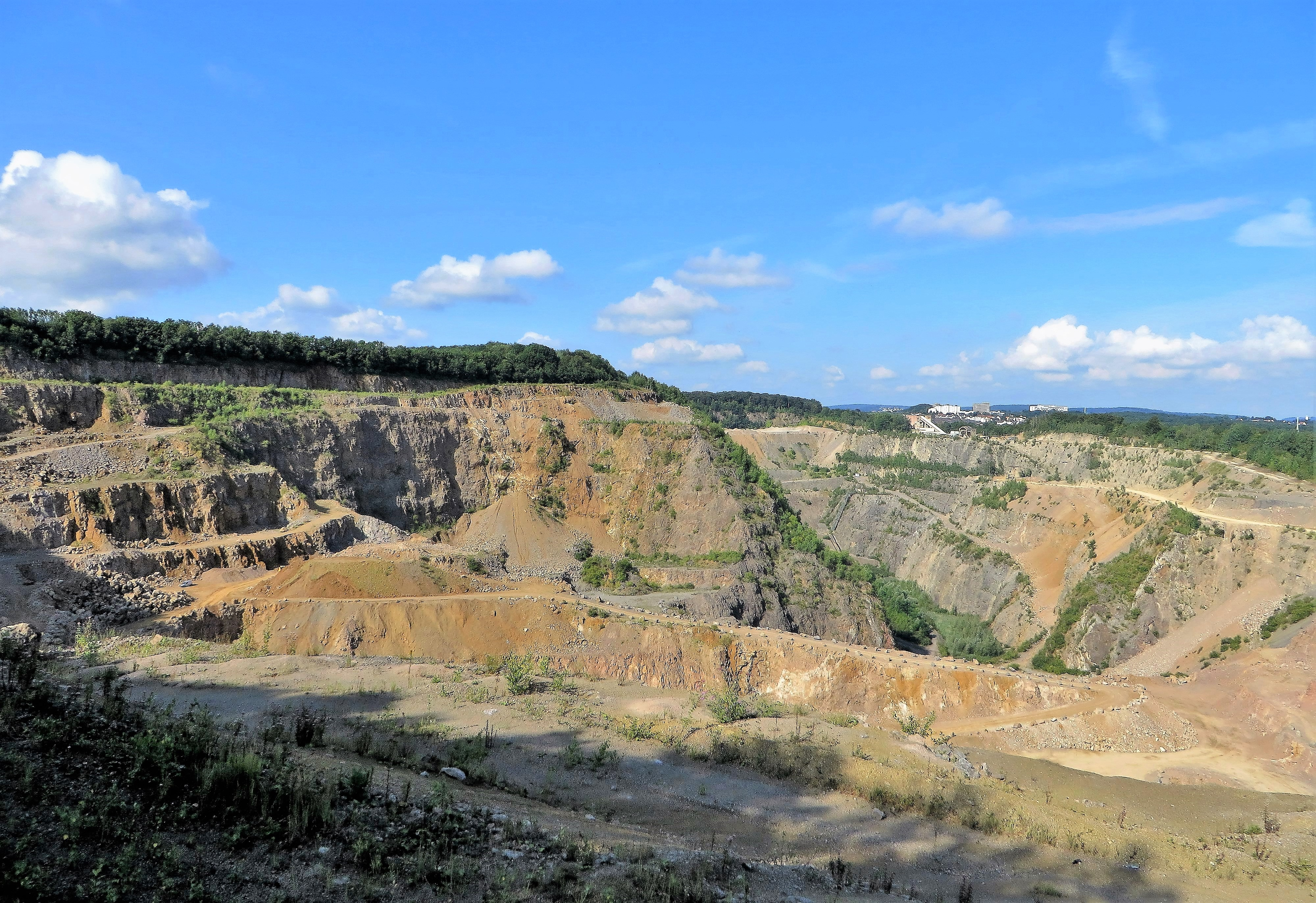
Östlicher Aussichtspunkt Steinbruch Donnerkuhle
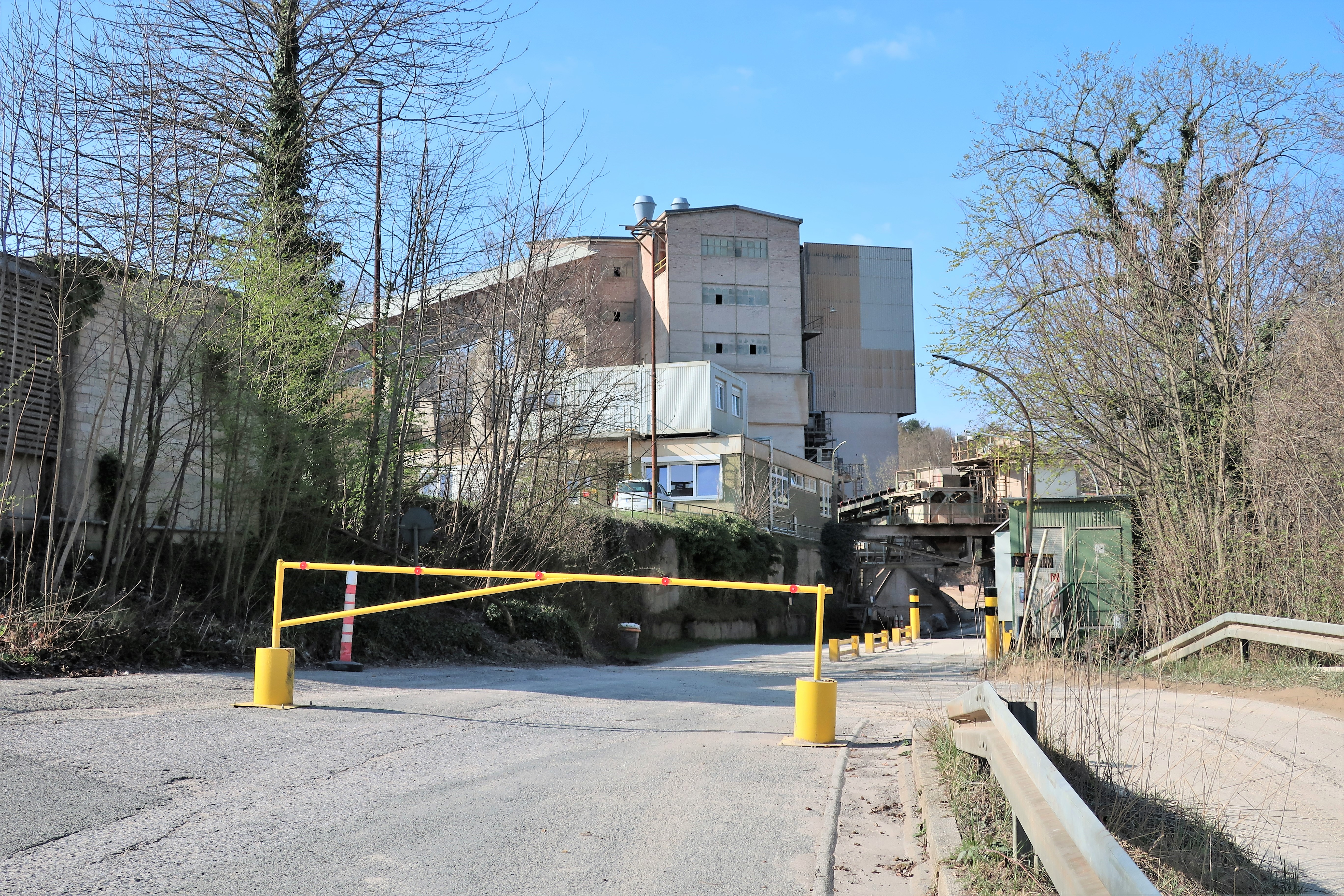
Aufbereitung Steinbruch Donnerkuhle
- 3D-Geländemodell des Steinbruchs